# Cmentarz żydowski w Sawinie
Cmentarz żydowski w Sawinie – kirkut społeczności żydowskiej zamieszkującej niegdyś Sawin. Powstał wedle różnych źródeł w XVIII lub XX wieku. Ma powierzchnię 0,2 ha. Został zniszczony podczas II wojny światowej. Zachowały się dwa nagrobki.